# Drago (araldica)
In araldica il drago è una figura araldica chimerica che simboleggia vigilanza, custodia e fedeltà. Il drago è anche assunto come emblema di valore militare e come tale si trova negli stemmi militari italiani relativi alle truppe corazzate.
Il drago è rappresentato, di norma, alato e con le fauci aperte. Le zampe anteriori possono essere sia d'aquila che di leone, il corpo è di rettile, come la coda, e le zampe posteriori, se presenti, sono di leone.
Fu usato come emblema dai Ghibellini e, quindi, i Guelfi portarono spesso l'aquila rossa, loro riconosciuta da Clemente IV, che afferrava con gli artigli un drago di verde. Ma tali regole non sono regole stabili e fisse, ma più legate al momento, anche se questo tipo di utilizzo non è escluso. 
Nell'araldica civica, italiana ma non solo, è molto frequente la figura di san Giorgio che uccide il drago.

Stemma della Casa d'Aragona, con un drago come cimiero
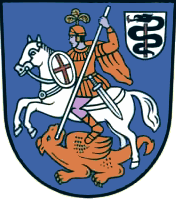
San Giorgio che uccide il drago (Rambin, Germania)
Drago d'oro, di due zampe, passante, la coda in anello e desinente in dardo all'insù, ignivomo di rosso, allumato e armato, dello stesso (Corpo nazionale dei vigili del fuoco, Italia)
Drago di verde, allumato di rosso (Saltara)
Drago con due zampe (Terni)
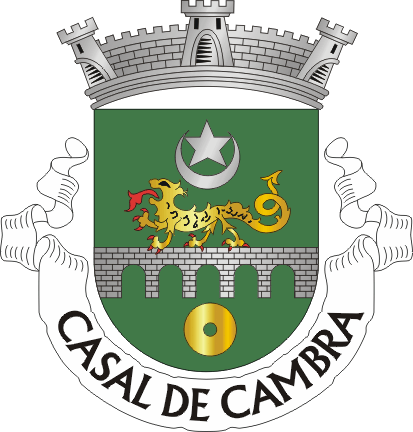
Drago passante (freguesia di Casal de Cambra, Sintra, Portogallo)
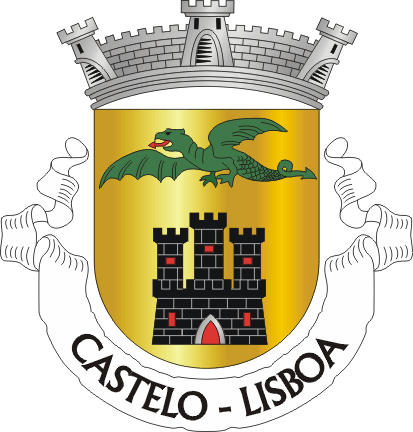
Drago volante (Castelo (Lisbona), Portogallo)
Di nero, al drago d'oro armato, lampassato e crestato di rosso (Ennetmoos, Svizzera)
Lubiana, Slovenia
Klagenfurt am Wörthersee, Austria
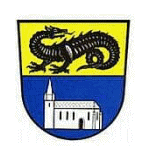
Drago di nero, con la testa rivoltata (Oberneukirchen, Germania)
Wachtberg, Germania
Drago di verde, con la testa rivoltata (Wurmannsquick, Germania)
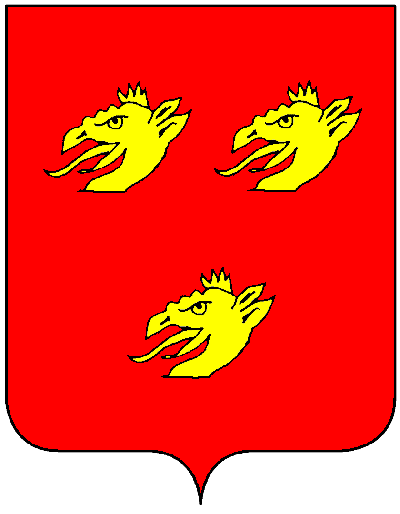
Di rosso, a tre teste di drago recise d'oro (famiglia Dragona)
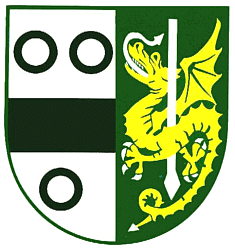
Drago trafitto da una lancia (Buir, Kerpen, Germania)
Due draghi come sostegni (Visconte di Arbuthnott, Pari di Scozia)